# Central Railroad of New Jersey
Central Railroad of New Jersey (учётная марка CNJ) — американская железная дорога I класса созданная в 1830-е годы и работавшая до апреля 1976 года, после чего была поглощена компанией Conrail с несколькими другими обанкротившимися дорогами действовавшими на северо-востоке США.

## История
Elizabethtown and Somerville Railroad была создана 9 февраля 1831 года, для строительства линии из Элизабет в бухте Ньюарк до Сомервилла. До Плейнфилда линию построили к марту 1839 года, в Элизабет соединили дорогу с United New Jersey Railroad and Canal Company.